# Voorcalculatie
In de voorcalculatie wordt een begroting gemaakt van de verwachte kosten per project door uren, materialen en eenheden vast te leggen. In de voorcalculatie kunnen vaak de kostprijs- en de verkooptarieven handmatig worden vastgelegd. Vaak kunnen ze ook automatisch worden bepaald op basis van vooraf ingestelde grondslagen.
In de voorcalculatie wordt ook aangegeven welke kosten aan de opdrachtgever kunnen worden doorbelast. Na het invoeren van de voorcalculatie kan meestal direct een offerte voor de opdrachtgever worden afgedrukt met een specificatie van de kosten. Vaak wordt bij de invoer van een voorcalculatie een reeds bestaande voorcalculatie overgenomen. Hierbij worden eventuele aanpassingen in reeds eerder ingevoerde tarieven in de nieuwe calculatie overgenomen.
Ook is het vaak mogelijk om al bestaande calculaties opnieuw door te rekenen: met behulp van een peildatum kunnen vaak datumafhankelijke tarieven opnieuw worden bepaald. Hierna kan een gewijzigde offerte opnieuw worden afgedrukt.